# باتريس
باتريس (بالإنجليزية: Batres)‏ هي بلدية ومدينة في منطقة الحكم الذاتي وتقع في منطقة مدريد في وسط إسبانيا. تبلغ مساحة هذه المدينة 21.58 (كم²)، ويبلغ عدد سكانها 1552 نسمة حسب إحصاء سنة 2012 م.

## وصلات خارجية
- http://www.batres.es.vg